# Donovan Cook
Donovan Cook (ur. 30 stycznia 1968 w Antioch) – amerykański reżyser i animator, najbardziej znany jako twórca serialu Dwa głupie psy. Jest również znany z wyreżyserowania filmów Piotruś Pan: Wielki powrót oraz Mickey, Donald, Goofy: Trzej muszkieterowie. 
Ukończył California Institute of the Arts w 1990 i rozpoczął pracę jako animator w kilku filmach Disneya, w tym w filmie Mała Syrenka. W 1992 stworzył serial nominowany do Nagrody Emmy Dwa głupie psy w studiu Hanna-Barbera. Serial ten zasłynął z graficznego stylu, znanego z pierwszych produkcji studia Hanna-Barbera z lat 50. oraz 60. Styl, który wskrzesił Donovan Cook, został później użyty w następnych produkcjach tego studia. Cook następnie powrócił do Disneya.
Jest także reżyserem serialu dla dzieci Klub przyjaciół Myszki Miki.